# 一宮 (岡山市)
一宮（いちのみや）は、岡山県岡山市北区にある大字である。旧御津郡一宮町域にあたる一宮地域センター管轄域の一部で、同地の中心的な地域であり、同地域センター所在地である。また岡山市立中山小学校・岡山市立中山中学校の学区内であり、連合町内会・コミュニティ協議会の区域は中山（ちゅうざん）である。旧一宮町域が「広義の一宮」中山学区が「中義の一宮」であるのに対し、当地は「狭義の一宮」にあたり同地名の由来地である。
郵便番号は、701-1211（備前一宮郵便局管区）。人口は3780人（男性1767人、女性2013人）、世帯数は1566世帯（平成30年7月現在）。

## 概要
吉備中山の北東部およびその北東麓の平野部からなり、備中国との境界に位置する。東端部には、童話『桃太郎』で、巨大モモが流れてきた河川のモデルとされる笹ヶ瀬川が流れ、その支流の中川・砂川・三丁川がそれぞれ当地を北・北西側から貫流し、当地東南端で笹ヶ瀬川に合流する。
当地の古くからの中心的集落は、吉備中山北東麓にある備前国一宮であり国幣小社であった吉備津彦神社の門前町として発展した。地名はそれに由来している。時代は定かではないが、かなり古い時代に、吉備津彦神社に奉仕する天台宗神力寺の一山の伽藍が同社周辺に集まっていたとされ、それら門前集落が繁栄し一大集落を形成したという。
元は門前町以外は田園がひろがる農業地帯であった。しかし高度経済成長期以降、都市近郊市街地として宅地化やロードサイド形商店が多数進出。国道180号周辺を中心に市街化し、農地はほぼ消滅。農地は吉備中山周辺や笹ヶ瀬川周辺に残すのみである。岡山市街近郊のベッドタウンとして人口が急激に増加した地区のひとつとなった。

### 小・中学校の学区
公立の小・中学校に通学する場合、学区は次のように指定されている。
| 区域 | 小学校     | 中学校     |
| ---- | ---------- | ---------- |
| 全域 | 中山小学校 | 中山中学校 |

## 沿革

### 歴史
古代においては『和名抄』に載る津高郡駅家郷に属したとされる。吉備津彦神社は、推古天皇即位元年の創建との言い伝えがある古社で、吉備津彦命を祭神とし『備前国総社神名帳』（総社本）に記載され、同神上金剛本には一品吉備津彦大明神と見える。この神社に奉仕した社家は多く、建久4年、源頼朝の富士の巻狩のとき、工藤祐経の旅館にいて曽我兄弟の仇討ちに不慮の死を遂げたという備前国住人の王藤内のことが知られており、『吾妻鏡』にそのことが載せてある。当地にはその屋敷跡がある。
当地の吉備中山周辺部は、いわゆる吉備路の東端にあたり、古代吉備地方の中枢地に近かった。そのため当地西部には大小の古墳や遺跡が多数存在する。
江戸時代、現在の一宮は、一宮村と一宮敷地村に分かれ、ともに岡山藩領であった。吉備津彦神社が鎮座する周辺が一宮敷地村で、同社の他に天台宗神力寺、同福寿寺などがあった。一宮敷地村は、岡山藩からは特別区的な扱いを受けた。享保年間には両村で、家数102軒、人口520人、一宮村の石高は893石5斗、一宮敷地村の石高は155石8斗4小の記録が残されている。門前集落では牛馬市が盛大に開かれ賑わいをみせていた。
明治になると、明治8年12月27日に津高郡一宮村と一宮敷地村が合併して、同郡（のち御津郡）一宮村を新設。同22年6月の町村制施行により周辺村と合併して新たな一宮村新設を経て、同37年には吉備線（当時中国鉄道）が開通し、備前一宮駅が開業した。
昭和30年に周辺と合併し御津郡一宮町、そして同46年に岡山市へ編入合併。平成22年4月に政令指定都市移行のため、行政区（北区）が設置された。

### 地名の由来
当地の中心集落が、かつて備前国一宮・吉備津彦神社の門前町であったことが由来である。

### 年表
| 年月日          | 出来事                                                                                |
| --------------- | ------------------------------------------------------------------------------------- |
| 明治8年12月27日 | 津高郡一宮・一宮敷地村が合併し、同郡一宮村を新設。                                    |
| 明治22年6月1日  | 町村制施行に伴い、津高郡一宮・尾上・辛川市場・西辛川の4村が合併し、同郡一宮村を新設。 |
| 明治33年4月1日  | 御野郡・津高郡が統合されて御津郡となる。                                              |
| 明治37年10月    | 吉備線（当時中国鉄道）が開通し、備前一宮駅が開業。                                    |
| 昭和28年5月18日 | 国道180号線が指定される。                                                             |
| 昭和30年1月1日  | 御津郡一宮・平津・馬屋下の3村が合併し、御津郡一宮町を新設。                           |
| 昭和46年1月8日  | 御津町が岡山市へ編入合併。                                                            |
| 平成21年4月1日  | 岡山市が政令指定都市へ移行。行政区（北区）が設置される。                              |

## 地勢
山岳
- 吉備中山

河川
- 笹ヶ瀬川
  - 中川 - 上記支流
  - 砂川 - 上記支流
  - 三丁川 - 上記支流

## 名所・旧跡
- 吉備中山
- 吉備津彦神社 - 備前国一宮
  - 大灯籠
  - 常行堂跡
  - 子安神社 - 上記境内社
  - 亀島神社 - 上記境内社
- 竜王山遺跡（経塚）
- 奈良・平安期古瓦出土地
- 福寿寺
- 王藤内宅跡

## 行事
- 子安神社大祭 - 5月5日
- 吉備津彦神社御田植祭 - 8月（岡山県指定無形民俗文化財）
- 吉備津神社秋季例大祭 - 10月
- 吉備津彦神社流鏑馬神事 - 10月（岡山市指定重要文化財）

## 主要施設
行政
- 北区役所一宮地域センター
- 一宮公民館
- 一宮浄化センター
- 西川排水場

教育・保育
- 岡山市立中山小学校
- 岡山市立中山中学校
- 岡山市立中山幼稚園
- 岡山市立中山保育園

医療・福祉
- 須藤医院
- 熊代眼科
- 熊代歯科

金融
- 中国銀行 一宮支店

企業事業所
- 中鉄オートサービス

商店
- 白十字一宮店
- ザビック一宮店
- マルナカ一宮店
- タイム一宮店
- イチデン一宮店
- グランドマート佐山店
- ザグザグ一宮店
- ドコモショップ一宮店

娯楽
- みのるゴルフセンター

神社仏閣
- 吉備津彦神社
  - 子安神社 - 上記境内社
  - 亀島神社 - 上記境内社
- 福寿寺 - 天台宗

## 交通
鉄道
- JR桃太郎線（吉備線）
  - 備前一宮駅

道路
- 国道180号
- 岡山県道61号妹尾御津線

## 出身人物
- 黒住成章（弁護士、政治家） - 衆議院議員（立憲政友会）[5]。函館弁護士会長[5]。